# Tatra KT4
I tram tipo KT4 sono una serie di vetture tranviarie articolate prodotte dal 1974 al 1997 dalla casa cecoslovacca Tatra.

## Storia
Il modello KT4 venne progettato espressamente per le reti tranviarie minori della Repubblica Democratica Tedesca, altimetricamente e planimetricamente tormentate, che intendevano sostituire le vetture tranviarie a due assi delle serie più vecchie.
Nel 1974 vennero costruite due vetture-prototipo, provate inizialmente sulla rete di Praga e poi su quella di Potsdam. In seguito ai risultati ottenuti, si iniziò la produzione in serie.

## Tipi

### KT4D
Si trattava della versione progettata per le reti della Repubblica Democratica Tedesca; complessivamente vennero costruite 1.045 vetture, che fecero servizio sulle reti di Berlino (Est), Brandeburgo sulla Havel, Cottbus, Erfurt, Francoforte sull'Oder, Gera, Görlitz, Gotha, Lipsia, Potsdam, Plauen e Zwickau.
Dall'inizio degli anni 2000, i tram Tatra nell'ex RDT vennero sostituiti e venduti ad altri paesi dell'Europa centrale e orientale.

### KT4SU
Si trattava della versione per le reti dell'Unione Sovietica; complessivamente vennero costruite 435 vetture, che fecero servizio sulle reti di Eupatoria, Kaliningrad, Leopoli, Liepaja, Pjatigorsk, Tallin, Vinnica e Žitomir.

### KT4YU
Si trattava della versione per le reti della Jugoslavia; complessivamente vennero costruiti 271 esemplari, ripartiti fra le reti di Belgrado e di Zagabria.

### KT4K
Si trattava della versione per la rete di Pyongyang (capitale della Repubblica Democratica Popolare di Corea), per la quale furono costruite 50 vetture.